# 諏訪神社 (藤沢市片瀬)
諏訪神社（すわじんじゃ）は、神奈川県藤沢市片瀬にある神社。地名を冠して片瀬諏訪神社（かたせすわじんじゃ）とも称される。西方の下社と、東方の上社に分かれる。

## 祭神
- 建御名方命（たけみなかたのみこと）
- 八坂刀売命（やさかとめのみこと）

## 歴史
創建は養老7年（723年）。信濃国の諏訪大社を勧請しており、他郷へ御分霊した中で最古のものであるとされる。下社は弘仁3年（812年）に宮畑の地より鯨骨の湖畔に移転、上社は天長3年（826年）に諏訪ケ谷より浪合の山腹に移転している。
1873年（明治6年）には、村社に列せられた。下社の社殿は1941年（昭和16年）に改築されたもので、同時に社務所も新築されている。また、上社における一間社流造の社殿は昭和天皇御在位六十年奉祝事業として完成したものである。
令和5年（2023年）に御鎮座1300年を迎え、10月22日に御鎮座1300年奉祝祭が執り行われた。

## 祭事・年間行事
- 元旦祭：1月1日
- 七夕祭　6月中旬～7月7日
- 夏季大祭
  - 8月23日
    - 幟立て
    - 出御祭
    - 仮宮着御祭
    - 上諏訪社例祭開始奉告祭

  - 8月26日
    - 宵宮

  - 8月27日
    - 浜降式
    - 例祭
    - 神幸祭

  - 8月28日
    - 還御祭
    - 上諏訪例祭終了奉告祭
- 新嘗祭：11月下旬日曜日
- 大祓：12月31日

## 神紋
当社の神紋は「梶の葉」で上社が「四本梶」、下社が「五本梶」となっている。

## 所在地・交通
下社と上社間は距離にしておよそ200メートル離れており、徒歩3分程で移動できる。
下社
所在地：神奈川県藤沢市片瀬二丁目21番16号（MAP）
- 鉄道・モノレール
  - 江ノ島電鉄「湘南海岸公園駅」より徒歩約6分
  - 湘南モノレール江の島線「目白山下駅」あるいは「湘南江の島駅」より徒歩約9分
  - 小田急江ノ島線「片瀬江ノ島駅」より徒歩約12分

上社
所在地：神奈川県藤沢市片瀬二丁目19番26号（MAP）
- 鉄道・モノレール
  - 湘南モノレール江の島線「目白山下駅」より徒歩約8分
  - 江ノ島電鉄「湘南海岸公園駅」あるいは「江ノ島駅」より徒歩約9分
  - 小田急江ノ島線「片瀬江ノ島駅」より徒歩約15分

## その他
当社の管理は江島神社（藤沢市江の島）が兼務している。